# 零禄县城遗址
零禄县城遗址，位于中国广东省湛江市廉江市营仔镇零禄村，为湛江市廉江市的一个市级文物保护单位，类型为古遗址，公布时间为1994年4月17日。
零禄县城遗址的历史年代为唐代。